# Liste des plus hauts gratte-ciel de l'agglomération de Varsovie
Depuis la construction en 1955 du Palais de la culture et de la science de style stalinien, une trentaine d'immeubles de 100 mètres de hauteur et plus ont été construits à Varsovie en Pologne. Varsovie abrite la grande majorité des gratte-ciel de Pologne.

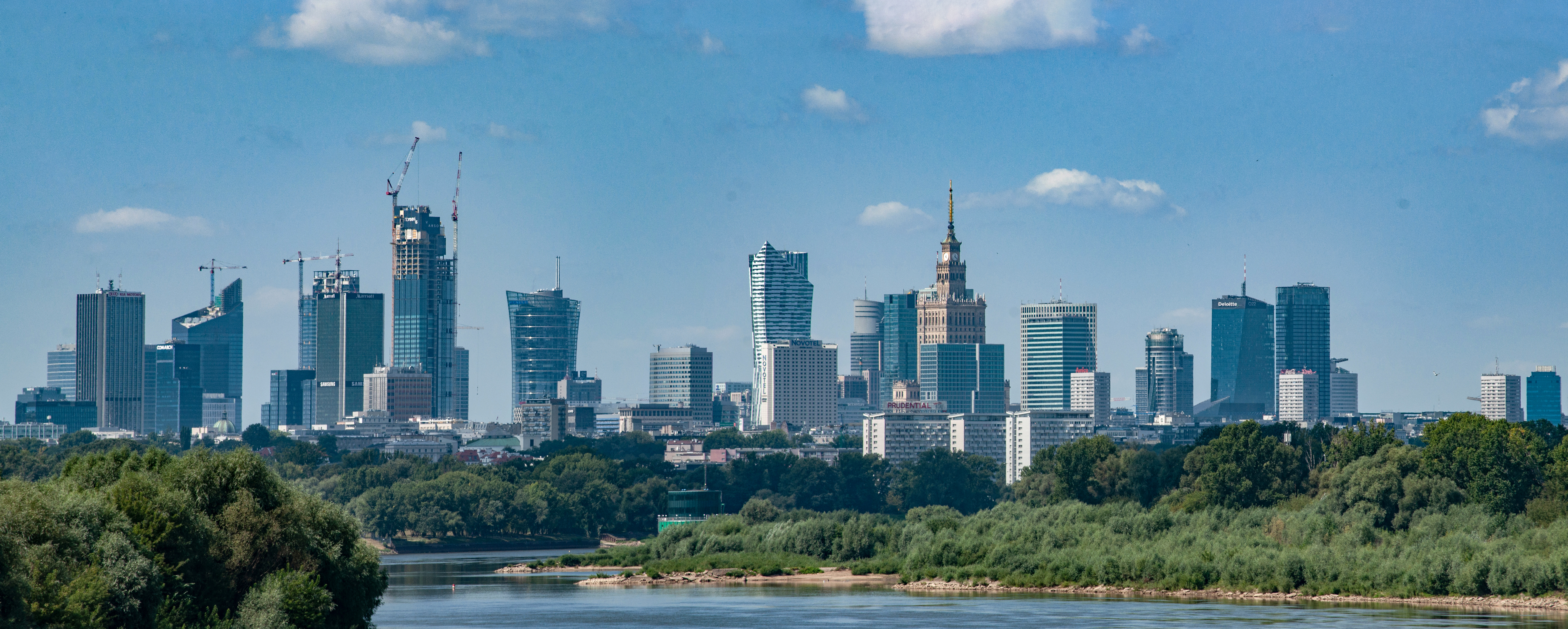
Varsovie

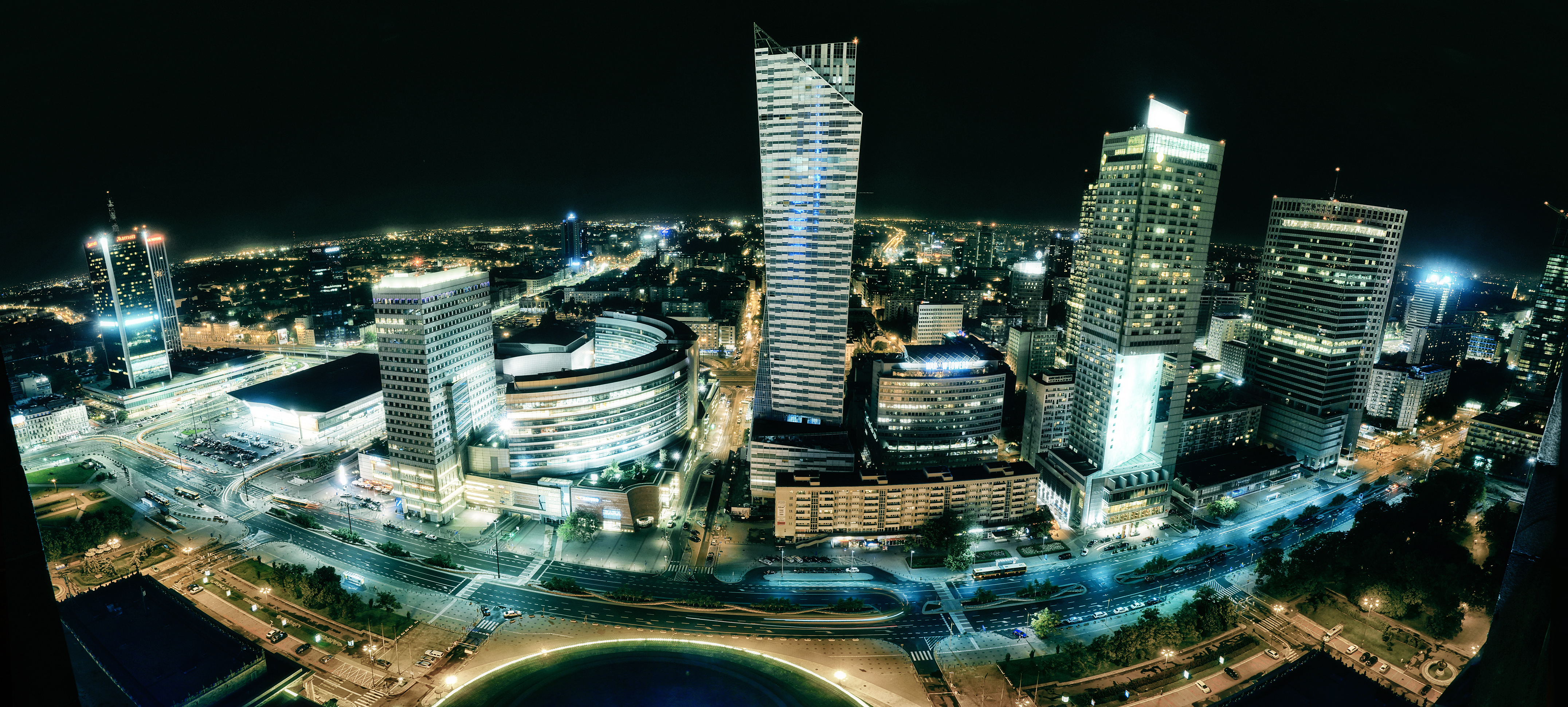
Rue Emilii Plater, Varsovie

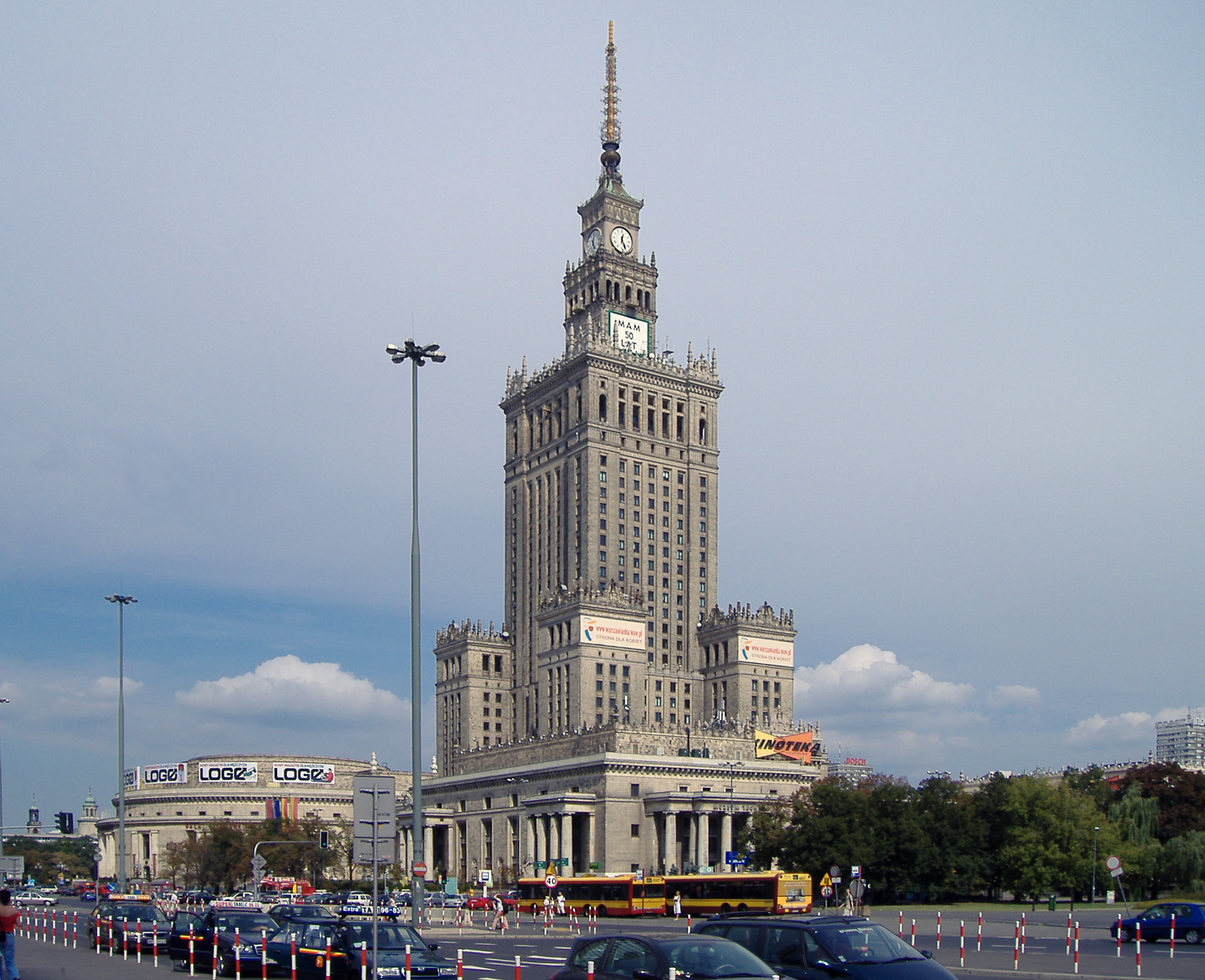
Palais de la culture et de la science

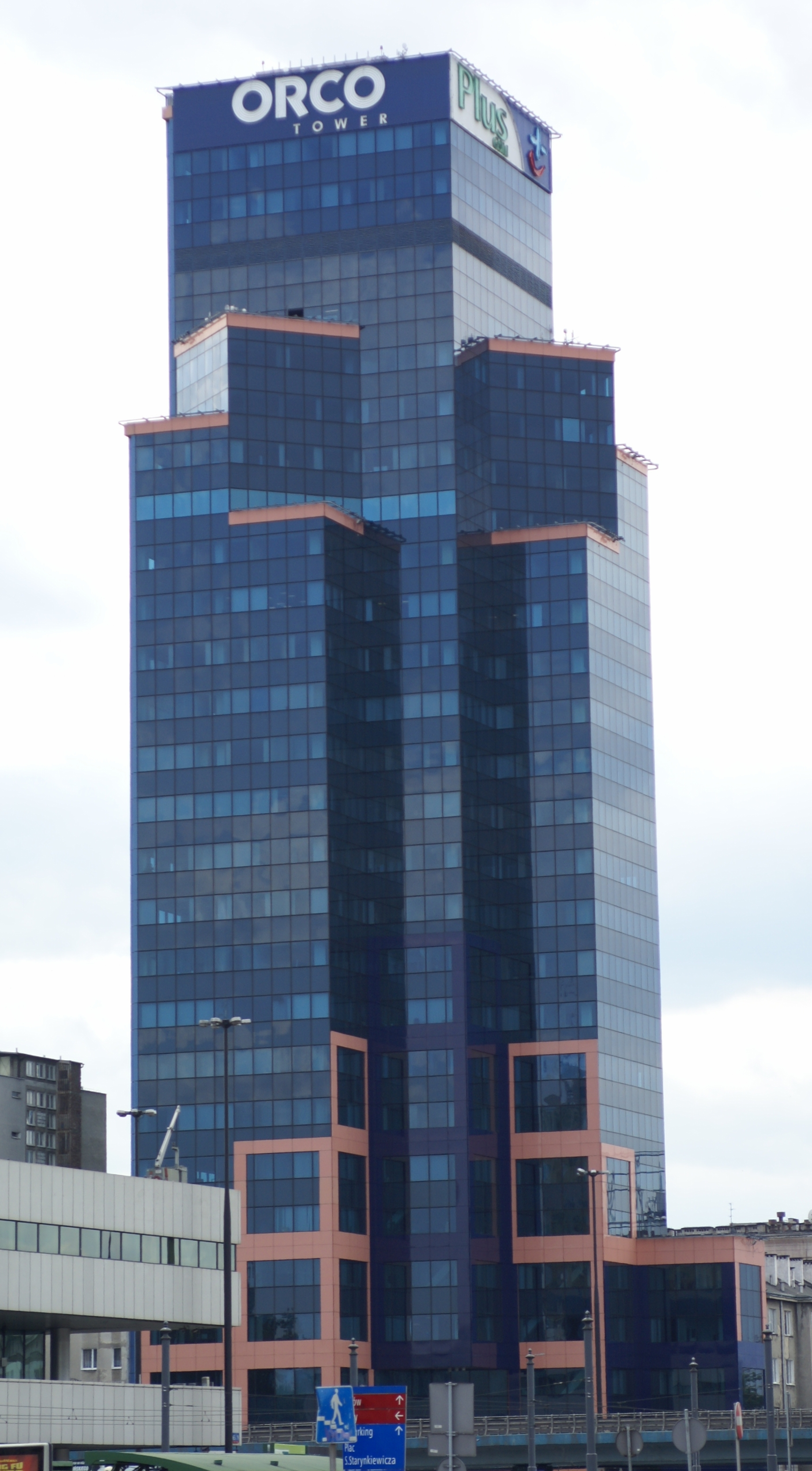
Orco Tower

La liste des plus hauts  immeubles, d'après Emporis, en février 2021.
| Rang | Nom                                              | Hauteur | Étages | Année |
| ---- | ------------------------------------------------ | ------- | ------ | ----- |
| 1    | Varso Tower                                      | 310 m   | 53     | 2021  |
| 2    | Palais de la culture et de la science (Varsovie) | 231 m   | 43     | 1955  |
| 3    | Warsaw Spire                                     | 220 m   | 49     | 2016  |
| 4    | Warsaw Trade Tower                               | 208 m   | 43     | 1999  |
| 5    | Warsaw Unit                                      | 203 m   | 46     | 2021  |
| 6    | Skyliner                                         | 195 m   | 45     | 2021  |
| 7    | Złota 44                                         | 192 m   | 54     | 2016  |
| 8    | Generation Park I                                | 180 m   | 34     | 2020  |
| 9    | Intercontinental Warszawa                        | 164 m   | 45     | 2003  |
| 10   | Cosmopolitan Twarda 2/4                          | 160 m   | 43     | 2014  |
| 11   | Rondo 1                                          | 159 m   | 40     | 2006  |
| 12   | Q22                                              | 159 m   | 42     | 2016  |
| 13   | Warsaw Financial Center                          | 144 m   | 35     | 1999  |
| 14   | Mennica Legacy Tower 1                           | 141 m   | 35     | 2020  |
| 15   | Mennica Tower                                    | 141 m   | 31     | 2020  |
| 16   | Centrum LIM                                      | 140 m   | 43     | 1989  |
| 17   | Oxford Tower                                     | 139 m   | 42     | 1978  |
| 18   | Warsaw HUB Tower 1                               | 130 m   | 32     | 2020  |
| 19   | Warsaw HUB Tower 2                               | 130 m   | 32     | 2020  |
| 20   | TP S.A. Tower                                    | 122 m   | 30     | 2001  |
| 21   | ORCO Tower                                       | 115 m   | 26     | 1996  |
| 22   | Novotel Warszawa Centrum                         | 111 m   | 32     | 1974  |